# Bphone B86
Bphone B86 là mẫu điện thoại chủ lực trong bốn mẫu điện thoại thông minh Bphone ra mắt năm 2020, được ấn định tại phân khúc cận cao cấp. Máy sử dụng phần mềm được tùy biến trên hệ điều hành Android, được thiết kế và sản xuất bởi Công ty Cổ phần Bkav. B86 xuất hiện tại lễ giới thiệu trực tuyến của Bkav được live stream qua kênh online của Đài truyền hình Việt Nam, truyền hình VTC2 và Facebook vào tối ngày 10 tháng 5 năm 2020.

## Thông số kỹ thuật
|              | Bphone B86 |
| ------------ | --- |
| Màn hình     | 6.1 inch Thiết kế tràn đáy, Full HD+ |
| Kích thước   | 75,8 x 150,6 x 7,6mm |
| Camera       | Camera chính PDAF Dual pixel 2 cảm biến trong một ống kính (12 MP cho ảnh + 12 MP cho lấy nét), khẩu độ f/1.8 Camera phụ hỗ trợ xóa phông |
| Chụp ảnh     | Bkav AI, nhiếp ảnh điện toán |
| Chipset      | Qualcomm Snapdragon 675 |
| RAM          | 4 GB |
| Bộ nhớ trong | 64 GB |
| Pin          | 3000 mAh |
| Chống nước   | IP68+ (do Bkav tuyên bố; chưa được chuẩn hóa)                                                                                             |
| SIM          | 2 SIM 2 sóng, hỗ trợ eSIM |

## Thiết kế
Bphone B86 giữ nguyên triết lý thiết kế cơ bản từ thế hệ Bphone 3/3 Pro, với màn hình tràn đáy, không tai thỏ, không giọt nước. Máy có sự khác biệt so với thế hệ tiền nhiệm như nhỏ và nhẹ, viền trên tinh gọn và các góc được bo cong mềm mại hơn.
Mặt lưng được thiết kế bằng kính cường lực bóng bẩy, sang trọng, có 4 biến thể màu sắc. Tuy nhiên, theo người dùng phản ánh, do mặt kính này khá trơn nên dễ bị trượt khỏi mặt phẳng có độ dốc nhẹ, dẫn đến va đập và vỡ lưng máy.
Màn hình này có kích thước 6.1 inch, độ phân giải Full HD+ và công nghệ tấm nền IPS LCD.
Bphone B86/86s có cụm camera kép phía sau, được sắp xếp trong hình vuông bo góc với camera và đèn flash ở một bên, một bên còn lại là logo của Bphone AI Camera.
Bphone B86 được Bkav tuyên bố là "smartphone đầu tiên không có phím bấm" theo quan điểm của CEO Nguyễn Tử Quảng. Tuy nhiên, tuyên bố này của Bkav đã gây ra tranh cãi, do bên cạnh trái của máy được cho là có một "phím nguồn vật lý".
Theo giải thích từ ông Nguyễn Tử Quảng, "phím" là thứ nhô lên", "nút" là thứ lõm xuống. Về thực tế, "nút" reset (phím nguồn) này được thiết kế ẩn dưới khung máy, không nhô lên như hầu hết các phím vật lý của smartphone khác trên thị trường.
Bphone B86/B86s được trang bị camera kép có độ phân giải 12 MP (không có chống rung quang học). Tính năng chụp đóng băng khoảnh khắc chuyển động, sNight chụp đêm, sMacro chụp cận cảnh, phóng đại tăng độ sâu trường ảnh, chụp ảnh sản phẩm hay chụp khoảnh khắc, cùng tính năng lấy nét nhanh.
Ngoài ra, máy có tích hợp tính năng chụp góc rộng bằng phần mềm, chụp scan văn bản, v.v. Tuy nhiên, tốc độ xử lý AI còn chậm, đặc biệt là khi chụp ở chế độ Chân dung và Nâng cao.

## Các tính năng nổi bật
Bphone B86/B86s trang bị khả năng kháng nước "IP68 Plus" (IP68+) có khả năng hoạt động dưới độ sâu 2m trong khoảng 30 phút cao hơn so với mức 1.5m của chuẩn IP68 (tiêu chuẩn do Bkav công bố và chưa được chuẩn hóa quốc tế). Ủy ban kỹ thuật điện quốc tế không có và không công nhận chuẩn IP68+.
Bphone B86 sử dụng sinh trắc học cảm biến vân tay truyền thống ở mặt lưng.
Bphone B86 chạy nền tảng BOS 8.6 trên nền hệ điều hành Android 9 tích hợp khả năng cử chỉ toàn diện, phần mềm BMS hỗ trợ chống trộm. Theo phản ánh từ người dùng, phần mềm đôi lúc hoạt động không ổn định và xuất hiện lỗi vặt. Theo ghi nhận, Bphone B86, đã được cập nhật lên BOS 8.8 trên nền tảng Android 10 từ năm đầu năm 2021 và cũng đã nhận được chứng chỉ Play Protect.
Bkav cũng phát triển phần mềm hỗ trợ eSIM được thiết kế dưới dạng vật lý có thể tháo rời cho Bphone B86, có thể thêm tối đa 16 tài khoản thuê bao. Hiện tại, các thế hệ Bphone 3 và 3 Pro đã có thể sử dụng tính năng này khi cập nhật lên BOS 8.6 trở lên.

## Vấn đề chứng chỉ Google Play Protect

Bphone chưa đạt chứng chỉ Play Protect của Google, do đó không thể tải một số ứng dụng đòi hỏi độ bảo mật cao trực tiếp trên Cửa Hàng Play.

Ví dụ như Netflix (một ứng dụng xem phim khá phổ biến tại Việt Nam) sẽ không có sẵn trên kho ứng dụng Cửa Hàng Play (Play Store) trên Bphone. Do vậy, để sử dụng Netflix, người dùng Bphone phải tải về và cài đặt thông qua tệp .apk được cung cấp từ trang web của Netflix, giống như các thiết bị không chính hãng nội địa Trung Quốc xách tay về Việt Nam.
Theo thông tin trên trang web của Google, các thiết bị chưa được chứng nhận Play Protect có thể không an toàn. Những thiết bị này cũng phải đối mặt với nguy cơ không nhận được bản cập nhật hệ thống Android hoặc ứng dụng. Google cũng lưu ý, các ứng dụng và tính năng trên thiết bị chưa được chứng nhận Play Protect có thể không hoạt động bình thường. Dữ liệu trên thiết bị chưa được chứng nhận Play Protect có thể không được sao lưu an toàn. Bphone B86 chạy trên nền tảng hệ điều hành BOS 8.6, đây kỳ thực vẫn là một bản tuỳ biến dựa trên Android 9 của Google.
Bkav nói rằng vì số lượng Bphone đưa ra thị trường chưa lớn. Nếu Bkav vượt ngưỡng 1 triệu thiết bị/năm thì Google sẽ cấp chứng chỉ Play Protect cho Bkav.
Chứng chỉ Play Protect của Android hiện có tên của 155 thương hiệu nhà sản xuất. Trong đó, có tên của 3 nhà sản xuất điện thoại tại Việt Nam: Mobiistar, Masstel và Vsmart. Mobiistar, Masstel là những nhà sản xuất theo mô hình có ODM tại Trung Quốc nên dùng bản quyền cấp qua đối tác của Google. Vsmart đã đạt chứng chỉ Play Protect ngay từ khi ra mắt, do trước đó đã mua lại một hãng smartphone của Tây Ban Nha là BQ.
Tuy nhiên, đầu năm 2021, Bkav đã tung ra bản cập nhật BOS 8.7 beta cho Bphone B86 được chứng nhận Play Protect, đã có tên trong danh sách thiết bị hỗ trợ của Google

## Đánh giá
Về cấu hình, Bphone B86/86s được trang bị vi xử lý Snapdragon 675, đây là vi xử lý tầm trung được ra mắt năm 2017, đi kèm RAM 4 GB và 64 / 128 GB bộ nhớ trong. Thời điểm Bphone B86 ra mắt vào tháng 5/2020, đây là cấu hình kém hơn so với tầm giá gần 9 - 10 triệu đồng. Bphone B86 được đánh giá có hiệu năng thấp trong phân khúc
Về camera, theo Báo Thanh niên nhận định "Bkav đã nỗ lực “lách qua khe cửa hẹp” để đưa các tính năng mới mẻ và đơn giản hóa một số tính năng nhiếp ảnh quen thuộc như “chụp ảnh đóng băng chuyển động” dựa trên sức mạnh phần cứng và thuật toán phần mềm".
Về khả năng thành công của Bphone B86 không được đánh giá cao, do hạn chế về giá bán.